# John Pezza
John Pezza (* 6. října 1952 Milán, Itálie) je bývalý italský sportovní šermíř, který se specializoval na šerm kordem. Itálii reprezentoval v sedmdesátých letech. Na olympijských hrách startoval v roce 1976 v soutěži jednotlivců a družstev. V soutěži jednotlivců obsadil dělené sedmé místo. V roce 1973 obsadil třetí místo v soutěži jednotlivců na mistrovství světa.